# Perdita coahuilensis
Perdita coahuilensis är en biart som beskrevs av Timberlake 1954. Perdita coahuilensis ingår i släktet Perdita och familjen grävbin. Inga underarter finns listade i Catalogue of Life.